# 巴黎高等电信学校
巴黎电信学院（法語：Télécom Paris），原名法国国立高等电信学院（法語：École Nationale Supérieure des Télécommunications, ENST），是一所法国知名公立工程师学校(Grandes Écoles)。建立于1878年，该校在法国信息及通信领域享有盛誉。
学校是巴黎高科(ParisTech)，矿业电信学校联盟(Institut Mines-Télécom)，巴黎-萨克雷大学(Université Paris-Saclay)及巴黎理工学院(Institut polytechnique de Paris)成员。学校现有两个校区，分别在法兰西岛（大巴黎地区）及索菲亚-安提波利斯科技园。学校主校区于2019年，由巴黎13区，搬至位于巴黎近郊的帕来索。

## 学校教学
该校每年有1400名以上学生，其中：
- 近800名工程师学位学生（élèves-ingénieurs），70名硕士学位学生（Masters），300多名博士研究生(doctorants)及近300名专业硕士（Mastères Spécialisés）。
- 每年在继续教育阶段（formation continue）接纳2000名实习生
- 84%的工程师学位毕业生在离校后2个月内找到工作

每年有200多名工程师从这里毕业。

## 学术研究
- 学校有200多名教师-研究员及300多名博士研究生
- 邀请500多名企业人员参与教学研究
- 每年1600万欧元的研究经费
- 285篇国际期刊论文，在461次国际会议上发表论文
- 2011年期间，学校研究人员获得11项专利

四个研究部门：
- 通信及电子： COMELEC – Communications et électronique
- 信息及网络： INFRES – Informatique et réseaux
- 经济及社会科学： SES – Sciences économiques et sociales
- 信号及图像处理： TSI – Traitement du signal et des images

## 国际合作
- 与30多个国家的高等学府签有国际合作协议
- 55%为国际学生，来自至少40个不同的国家。

## 学校排名
在《l'Étudiant》杂志2013年排名中，巴黎高等电信学校名列全法三年制工程师学校第6位，等级A+（最高等级）。在此排行榜中，第三名(72分)及第六名（70分）之间仅相差2分。
排在前五名的学校有：巴黎综合理工学院（École Polytechnique）、巴黎中央理工学院（Centrale Paris）、国立巴黎高等矿业学校（Mines ParisTech）、国立桥路学校（Ponts ParisTech）、巴黎高等电力学院（Supélec）。排在七到十名的是：里昂中央理工学校（Centrale Lyon）、国立高等航空航天学校（ISAE）、巴黎高科生命食品及环境科学学校（Agro ParisTech）、国立高等工程技术学校（Arts & Métiers ParisTech）、巴黎高科先进技术学校（ENSTA ParisTech）。
巴黎高科集团中有至少6所学校在此排行榜中名列前十。
在《l'Étudiant》杂志2020年排名中，巴黎高等电信学校名列全法工程师学校第3位。
在《l'Étudiant》杂志2021年排名中，巴黎高等电信学校名列全法工程师学校第2位。